# بورديتيلا أنسوربية
بورديتيلا أنسوربية (الاسم العلمي: Bordetella ansorpii) هي نوع من البكتيريا، سلبية الغرام، تتبع جنس البورديتيلا.